# 宮廷女官キム尚宮
『宮廷女官キム尚宮』（きゅうていにょかんキムサングン、原題：西宮、ハングル：서궁）は1995年、韓国KBS（韓国放送公社）で放送されたテレビドラマ。全52話。

## 概要
このドラマは李氏朝鮮第15代国王、光海君の側近として仕え、女官が書いたとされている『癸丑日記』に登場し、実在したとされる女官金介屎（キム・ゲシ）と光海君の父、第14代国王宣祖の継妃、仁穆王后の二人の女性の生涯を描いた作品。演出は『女人天下』のキム・ジェヒョン。因みに原題の「西宮」（ソグン）は「西の宮殿」と言う意味で仁穆王后が幽閉されていた慶運宮（キョンウングン、のちの徳寿宮（トクスグン））のことで、また、仁穆王后の蔑称である。

## 出演
このドラマの主人公を演じたイ・ヨンエ（李英愛）は時代劇初出演にして初主役である。

### 主要登場人物
キム・ゲトン/キム・ゲシ：イ・ヨンエ
主人公、内命婦（ネビョンブ、后妃、女官の総称）正五品尚宮（サングン、朝鮮時代の女官の階級の一つ）。幼名のケトンは朝鮮語で「犬の糞」という意味。両班（貴族階級）から逃走した元奴婢の母親から生まれ、僧侶の手によって育つ。しかし、幼少の頃に母親は誘拐され別離をすることになる。後に宮廷の名代で参拝した尚宮に頼み、宮廷女官になる。やがて、光海君に出会い彼を慕うようになるが宣祖の『聖恩（ソンウン）』（寵愛）を受け、特別尚宮になる。それから権力的野心に芽生え、光海君に忠誠を誓い、彼を国王の座につけるため、あらゆる陰謀に手を染めていく。
キム・ウナ／仁穆王后：イ・ボヒ
本作のもう一人の主人公。宣祖の継妃。ケトンと同じ日に生まれ、両親からの愛情と教育を受けて育つ。ケトン（ケシ）とは幼少のころ、最悪の出会いをした。19歳を迎えて宣祖の後妻として入内（宮廷に入ること）する。やがて、尚宮となったケシと再会し、光海君によって大妃（テビ、王太后）の称号を剥奪され、慶運宮に10年間幽閉される。キム尚宮からの妨害にも屈せず、王妃としての威厳を保った。
光海君：キム・ギュチョル
朝鮮王朝第14代国王宣祖と恭嬪金氏の王子。幼少の頃、母を失い父である王に疎まれ孤独の日々を過ごしてきた。しかし、見習い女官として宮廷に入ったケトンに出会いによって人生が変わっていき、彼女を心から信頼し、愛するようになる。
ウォンピョ：キム・ボソン／子役：チョン・テウ
寺の下男で幼いころ両親を失い寺の和尚の手で育てられ、和尚から学問と武術を習う。ケシ（ケトン）の幼馴染で兄のように慕われている。彼もケトンを心から愛し、彼女が女官になった後でも忘れられず去勢し内官（宦官）になる。
イ・イチョムソ・インソク
光海君の側近、外戚。狡猾かつ冷酷非情な性格で周囲から「蛇蠍」と呼ばれ反対勢力から嫌われている。ケシ（キム尚宮）と結託し、臨海君や金悌男、永昌大君、綾昌君、許筠などを死に追いやり、更に仁穆王后を失脚・幽閉させた黒幕。

### 王室
宣祖：キム・ソンオク
朝鮮王朝第14代国王。
仁嬪金氏：イ・ハンナ
宣祖の側室。宣祖の死後、ケシによって王宮を追放される。
臨海君：パク・ヨンギ
宣祖と恭嬪の王子。光海君の兄で王族としての品行が悪く父王に嫌われる。弟の光海君の即位後、江華島に幽閉されるがイチョムの息のかかった高官の手によって自害させられる。
王妃ユ氏：チャン・ソヒ
光海君の正室。
貞明公主：パク・ルシア
宣祖と仁穆王后 の娘で唯一の嫡流の王女。母と共に苦難の道を歩む。
永昌大君：チェ・ガンウォン
宣祖と仁穆王后の子で唯一の嫡子。母后の愛情を受けて育つがイチョムの策略により母から引き離され、江華島でイチョムの息のかかった江華府使鄭沆の手によって蒸殺（焚刑）される。
定遠君
仁嬪の王子。
綾陽君
光海君の甥にして定遠君の長男。常に永昌大君の事を心配している。のちに西人派による宮廷クーデター（仁祖反正）により第16代国王仁祖に即位する。
綾昌君
光海君の甥にして定遠君の三男。イチョムの策略により江華島に配流されたのちイチョムの息のかかった江華府使鄭沆の手による蒸殺を免れるが、自らの意志で自害する。

### 朝廷
イ・ウォニク：シン・グ
別名、梧里（オリ）大監（大臣）。宮廷の最高官僚としての地位には似合わず、質素倹約の生活を送る。
キム・ジェナム：ハン・インス
ウナ（仁穆王后）の父。娘ウナが国王の継妃になるに伴い、「府院君」（プウォングン、国王の妻の父に与えられる称号。国舅）になる。しかし、イチョムの陰謀により謀反の罪を着せられ、賜薬の刑（王族、貴族に与えられた死刑のひとつ）に処せられた。
ユ・ヨンギョン：イム・ヒョク
永昌大君を正統派として擁し光海君派と対立する。
ハム内官：キム・インムン
国王、及び王妃付内官。仁穆王后を守るためキム尚宮の暗殺を企てたが失敗し、自害する。
オム尚宮：キム・ウルドン
仁嬪に仕える尚宮で後に王妃付尚宮となる。参拝した寺でケトンと出会い、女官として養育する。やがてケトン（キム尚宮）が権力を得るにしたがって警戒と後悔心を持つようになる。
ムン尚宮：
王妃付き尚宮。
ウムドク：キム・ミニ
キム尚宮付の女官。キム尚宮の手足として宮中の諜報活動を任される。

### その他
カン氏：ヤン・グムソク
ケトンの母。元はファン進士に仕えていた奴婢であったが過酷な労働と生活に耐えかね、夫のキム氏と共に逃亡し、ケトンを生む。後に誘拐され、居酒屋の女将となる。
ノ氏：オム・ユシン
キム・ジェナムの妻でウナの母。ウナをしっかり養育し入内させる。しかし、王妃になった娘のことを心配することもある。
ホ・ギュン：キム・ジョンギョル
イチョムの親友で官憲、『洪吉童（ホンギルドン）伝』の作者。庶子の地位向上を訴え、イチョムに呼び掛けたがことごとく退けられる。彼は後に謀反の罪で処刑される。
ハサム：
物乞いの親分。
メホン：
カン氏の下で働く下女。

## スタッフ
- 演出：キム・ジェヒョン